# Lipniki (Maków)
Pour les articles homonymes, voir Lipniki.
Lipniki (prononcé en polonais : [lipˈniki]]) est un village polonais de la gmina de Czerwonka dans la powiat de Maków de la voïvodie de Mazovie dans le centre-est de la Pologne.
Il se situe à environ 4 kilomètres à l'est de Czerwonka (siège de la gmina), 12 kilomètres à l'est de Maków Mazowiecki (siège de la powiat) et à 78 kilomètres au nord de Varsovie (capitale de la Pologne).
Le village possède approximativement une population de 80 habitants.

## Histoire
De 1975 à 1998, le village appartenait administrativement à la voïvodie d'Ostrołęka.